# 水野真里子
水野 真里子（みずの まりこ、1969年9月22日 - ）は、日本のフリーアナウンサー。
ニックネームは「まりりん」。既婚。埼玉県秩父市出身。身長163cm。血液型O型。

## 来歴・人物
学習院大学文学部国文学科卒業。1994年北陸放送（MRO）に入社。2001年ごろまで同局でアナウンサーとして活動後、TBSスパークルへ移籍。2003年4月 - 2006年3月までの3年間、JNNニュースバード（現・TBSニュースバード）のキャスター。在任中「早朝バード」木曜日のサブキャスターを務め、「住宅のレシピ」のコーナーを担当。2006年3月23日の放送をもって降板。
その後、2006年4月 - 2007年3月の1年間テレビ埼玉で番組契約のアナウンサーを務めた。

## 担当番組

### 北陸放送時代
- 「MROテレポート6」キャスター
- 「シネマホリック」レポーター（MRO退社後も時々出演していた）
- 「角の水のの電リクトレジャーズ」（ラジオ）[3]
- 「水野真里子のらじ・かるSchool days」（ラジオ）[3]
- 「真里ちゃんのWAになってCoke!」パーソナリティ（ラジオ、北陸コカコーラ提供）その他

### フリー転身後
- 文化放送（ラジオショッピング担当）
- 「夕やけ寺ちゃん 活動中」水曜日パートナー(文化放送、2013年1月9日〜3月27日）
- 「幸せラジオ」メインパーソナリティ(文化放送、2013年8月26日、2013年10月21日、2014年2月17日、2014年4月21日、2014年6月09日、2014年10月20日、2014年12月08日、2015年2月16日）
- 「ねづっちの幸せラジオ」アシスタント(文化放送、2015年4月20日、2015年6月8日、2015年8月24日）
- 「高田純次 日曜テキトォールノ」内、nissen ここいろ気分ショッピング担当(隔週) (文化放送、2015年6月28日〜2015年10月25日）
- QVC　商品アドバイザー(ジニエブラ)担当（不定期出演）　(QVC、2016年4月〜）